# Скіту (комуна, Джурджу)
Скіту (рум. Schitu) — комуна у повіті Джурджу в Румунії. До складу комуни входять такі села (дані про населення за 2002 рік):
- Біла (569 осіб)
- Влашин (621 особа)
- Кеміняска (739 осіб)
- Скіту (333 особи)

Комуна розташована на відстані 38 км на південний захід від Бухареста, 28 км на північ від Джурджу.

## Населення
За даними перепису населення 2002 року у комуні проживали 2262 особи.
Національний склад населення комуни:
| Національність | Кількість осіб | Відсоток |
| -------------- | -------------- | -------- |
| румуни         | 2259           | 99,9%    |
| цигани         | 3              | 0,1%     |

Рідною мовою назвали:
| Мова      | Кількість осіб | Відсоток |
| --------- | -------------- | -------- |
| румунська | 2261           | > 99,9%  |
| угорська  | 1              | < 0,1%   |

Склад населення комуни за віросповіданням:
| Релігія     | Кількість осіб | Відсоток |
| ----------- | -------------- | -------- |
| православні | 2258           | 99,8%    |
| адвентисти  | 3              | 0,1%     |
| реформати   | 1              | < 0,1%   |

## Зовнішні посилання
- Дані про комуну Скіту на сайті Ghidul Primăriilor